# Dave Williams (chanteur)
Pour les articles homonymes, voir Williams et Dave Williams.
Dave Williams, né le 29 février 1972 à Princeton, Texas, et mort d'une crise cardiaque le 14 août 2002, est le chanteur du groupe américain Drowning Pool.
Son groupe commence, dès le début des années 2000, à bien marcher. Fort de petites démos appréciées des radios américaines, ils signent vite sur une major : Sony et le label Wind-up Records. Le 5 juin 2001 sort leur premier album Sinner, qui devient vite un succès Outre-Atlantique notamment grâce au titre Bodies qui tourne en boucle sur les radios et qui est utilisé dans diverses bandes originales de films.
Finalement, c'est un succès et en six semaines le groupe vend un million de disques dans le monde.
En août 2002, durant le festival Ozzfest, Dave Williams est retrouvé sans vie à l'arrière du tour bus, ce serait une défaillance cardiaque qui aurait entrainé la mort du chanteur.
Trois mois plus tard, le reste des membres décident de sortir un DVD : Sinema dont les fonds seront reversés à la famille Williams.
Par la suite, le groupe continuera d'exister en éditant sept albums : Desensitized en 2004, Full Circle en 2007,  Loudest Common Denominator en 2009, Drowning Pool en 2010, Resilience en 2013, Hellelujah en 2016 et Strike a nerve en 2022.

## Discographie

### Albums studio
- Avec Drowning Pool

1. 2001 : Sinner

### Singles
- Avec Drowning Pool

1. 2001 : Bodies
2. 2002 : Tear Away
3. 2002 : Sinner